# Ipomoea verticillata
Ipomoea verticillata är en vindeväxtart som beskrevs av Peter Forsskål. Ipomoea verticillata ingår i släktet praktvindor, och familjen vindeväxter. Inga underarter finns listade i Catalogue of Life.